# Marc Gilbert
Marc Gilbert, vero nome Gilbert Lévy (Strasburgo, 24 aprile 1934 – Étretat, 6 novembre 1982), è stato un conduttore televisivo, critico letterario e giornalista francese.
Nato a Strasburgo nel 1934 da una famiglia di commercianti di origini ebraiche, già nel 1963 iniziò una collaborazione con Le Nouvel Observateur e nel 1970 fu chiamato per una trasmissione  alla radio dall'emittente RTL. Dopo alcune trasmissioni televisive occasionali, condusse, dal 1971 al 1974, sul canale francese ORTF, Italiques. La musica del programma era di Ennio Morricone e le scenografie di Jean-Michel Folon.

## Biografia
Figlio del commerciante Jérôme Lévy e di Yvonne Metzger, Originari di Ringendorf e di Duppigheim in Alsazia, i suoi genitori possedevano delle stalle nel centro di Strasburgo. Tutto venne requisito dai nazisti a causa delle leggi razziali durante la seconda guerra mondiale. La sua famiglia fu costretta a fuggire verso Saumur, quindi a Lione e lui a cambiare il proprio nome in Alfred Jost. Resta nascosto per due anni in un collegio cattolico. Dopo la guerra, i suoi genitori si vedono affidare la proprietà dello shofar della sinagoga di Ringendorf. Nel 1953 studia per un anno medicina a Besançon. Nel 1954, incontra Suzanne Ducretet, impiegata alla Lip, di cui ha un bambino nel 1955, Fabrice Barbier.

## Giornalista
Torna a Lione, ricomincia gli studi di medicina e diventa giornalista. A Parigi nel 1963 cura la rubrica La nostra epoca di Nouvel Observateur che era alla ricerca di un giornalista scientifico. Sostiene l'energia nucleare, le nuove tecnologie e l'esplorazione spaziale. Scrive anche per la rivista statunitense LIFE. Commenta in diretta su RTL l'epopea del giro della luna con il razzo Apollo 13.

## Produttore
Diventa produttore televisivo e presentatore della trasmissione Italiques dal 1971 al 1974 con una striscia animata realizzata da Jean-Michel Folon in apertura e chiusura delle trasmissioni. Nel 1973, sposa Laurence de Cambronne, giornalista di Paris Match e redattrice principale aggiunto alla rivista Elle. Hanno due bambini, Jeremy e Alexandre.

## Politica
Nel 1977, per il 60 Anniversario della Rivoluzione russa, intervista, per Le Figaro, Helmut Sonnenfeldt, germania-stati uniti d'america politico, agente diplomatico con Henry Kissinger. Nel 1979 diventa segretario generale dell'Istituto francese per le relazioni internazionali (IFRI). Muore Il 6 novembre 1982 a Étretat.